# Неисправимый Рон
«Неисправимый Рон» (англ. Ronʼs Gone Wrong) — британо-американский компьютерно-анимационный научно-фантастический фильм, снятый режиссёрами Жан-Филиппом Вине и Сарой Смит и сорежиссёром Октавио Родригесом по сценарию Питера Бейнхэма и Смит. В фильме Джек Дилан Грейзер озвучивает Барни, необщительного подростка, заводящего дружбу с дефектным роботом Роном, которого озвучивает Зак Галифианакис. Также в озвучке приняли участие Эд Хелмс, Джастис Смит, Роб Дилейни, Кайли Кэнтралл, Рикардо Уртадо и Оливия Колман.
«Неисправимый Рон» является дебютной работой анимационной студии Locksmith Animation, а также первым анимационным фильмом, спродюсированным компанией TSG Entertainment.
Мировая премьера мультфильма состоялась 9 октября 2021 года на Лондонском кинофестивале. В Великобритании широкий прокат начался 15 октября того же года и 21 и 22 октября в России и США соответственно. Изначально фильм должен был быть выпущен компанией Paramount Pictures под лейблом Paramount Animation, однако вместо этого был выпущен 20th Century Studios под торговой маркой 20th Century Animation. «Неисправимый Рон» является первым анимационным проектом 20th Century Animation с момента закрытия Blue Sky Studios в апреле 2021 года, а также первым мультфильмом, выпущенным под торговой маркой 20th Century Studios. Фильм собрал $ 60.6 млн в мировом прокате и получил в основном положительные отзывы критиков.

## Сюжет
В 2042 году корпорация Bubble представляет миру своё последнее изобретение: роботов Би-ботов, созданных основателем компании Марком Уиделлом, который разработал их в соответствии с его алгоритмом дружбы с целью помочь людям завести новых друзей. В городе Нонсач, штат Калифорния, живёт одиннадцатилетний школьник Барни Пудовски. Он — единственный ученик в своей школе, у кого нет Би-бота, в то время как у его бывших друзей детства Саванны Мидс, Рича Белчера, Эйвы и Ноя есть свои собственные роботы. Однажды отец Барни Грэм, который продаёт различные товары через интернет, и его бабушка с польскими корнями Донка понимают, что у него нет друзей и сочувствуют, когда Рич жестоко разыгрывает Барни. Они в спешке отправляются в фирменный магазин Bubble, но он оказывается закрыт. К счастью, Донка и Грэм видят водителя грузовика, из которого утром того дня выпал Би-бот, и тот продаёт его им.
Барни получает Би-бота в качестве подарка на прошедший День рождения, но активировав его, он понимает, что робот дефектный. Не желая расстраивать отца, Барни решает отдать Би-бота в магазин Bubble и обменять его на исправного. По дороге он встречает Рича и его приятелей, которые начинают его унижать. Би-бот начинает драться с обидчиками, так как у него не функционируют настройки безопасности, после драки они с Барни убегают. Однако, Рич успевает вызвать полицию, и Барни, Грэм, Донка и робот отправляются в магазин Bubble, где сотрудники принимают решение утилизировать последнего. Не желая этого допустить, Барни спасает Би-бота, прячет у себя в рюкзаке и называет его именем Рон, что является сокращённой версией его серийного номера.
Узнав о действиях Барни и Рона, Марк рад, что Рон не подчиняется программе, однако его партнёр Эндрю Моррис считает, что робот опасен и должен быть уничтожен. Барни учит Рона тому, как быть хорошим другом, и во время прогулки они случайно попадают к Саванне, которая сообщает Рону, что он должен помочь Барни найти друзей. Хотя Барни говорит Саванне не делать этого, она выкладывает запись с Роном в интернет, привлекая внимание Bubble. На следующий день Рон выходит на улицу и пытается найти «друзей» для Барни, приводя несколько посторонних людей в школу. В то время как Барни вызывают в кабинет директора, Рич узнаёт о сбитых настройках Рона и заставляет своего Би-бота скопировать их, что приводит к аналогичному исходу у роботов других учеников. В конце концов, Би-боты получают патчи для своей программы, а Саванна оказывается публично унижена.
Барни отчисляют из школы, и он говорит Рону, чтобы тот ушёл, однако, вернувшись домой, он понимает, что Рон стал ему настоящим другом и решает сбежать вместе с ним, когда появляются сотрудники Bubble. Они ненадолго приходят к Саванне, которая всё ещё расстроена из-за инцидента, и рассказывают о том, что собираются в лес. Тем временем, Эндрю предупреждает Марка об ответвлении в программе Рона, Марк отправляется на его поиски, в то время как Bubble захватывает контроль над всеми Би-ботами в городе с целью найти Рона и Барни. Из-за холодов и астмы Барни становится плохо, и Рон вывозит его из леса в сторону школы, где на помощь Барни приходят Саванна, Рич, Ной и Эйва.
Барни оказывается в больнице, где он восстанавливает свои силы прежде чем встретиться с Марком, которого впечатляет Рон. Марк исправляет дефекты Рона, тем самым превратив его в другого Би-бота. Барни это не по душе, и он просит восстановить старые настройки Рона. Марк пытается войти в облако, однако Эндрю уволил его с поста генерального директора Bubble и заблокировал его аккаунт. Барни, Грэм, Донка и Марк отправляются в штаб-квартиру Bubble, где Барни отправляется в хранилище, находит оригинальные данные Рона и загружает их обратно в его тело, восстановив его оригинальный код. Узнав, что у Bubble есть доступ ко всем Би-ботам и поняв, что все его друзья такие же одинокие, каким он был когда-то Барни принимает решение отослать код Рона всем роботам. Однако, это означает, что сам Рон исчезнет навсегда. Барни прощается с Роном, и его программа распространяется на всех, объединив алгоритм дружбы Марка с кодом Рона. Марк шантажирует Эндрю записью, на которой тот рассказывает о том, что Би-боты собирают личные данные пользователей ради прибыли компании, и возвращает себе должность генерального директора.
Спустя три месяца, у всех есть дефектные Би-боты, однако пользователи уже смирились с их странными повадками. У Барни больше нет робота, зато он стал проводить больше времени со своими друзьями. На гигантской башне Bubble, которая возвышается над Нонсачем, появляется лицо Рона.

## Роли озвучивали
| Персонаж                                                           | Актёр оригинального озвучивания |
| ------------------------------------------------------------------ | ------------------------------- |
| RONB1NT5CAT5CO / «Рон», дефектный Би-бот                           | Зак Галифианакис                |
| Барни Пудовски, стеснительный подросток                            | Джек Дилан Грейзер              |
| Донка Пудовски, бабушка Барни по отцовской линии                   | Оливия Колман                   |
| Грэм Пудовски, отец Барни                                          | Эд Хелмс                        |
| Марк Уиделл, создатель Би-ботов и президент компании Bubble        | Джастис Смит                    |
| Эндрю Моррис, главный операционный директор компании Bubble        | Роб Дилейни                     |
| Саванна Мидс, одноклассница Барни                                  | Кайли Кэнтралл                  |
| Рич Белчер, одноклассник Барни                                     | Рикардо Уртадо                  |
| Ной, одноклассник Барни                                            | Каллен Джеймс Маккарти          |
| Эйва, одноклассница Барни                                          | Ава Морс                        |
| Алекс, приятель Рича                                               | Маркус Скрибнер                 |
| Джейден, приятель Рича                                             | Томас Барбаска                  |
| Мисс Томас, учительница, которая хочет помочь Барни завести друзей | Меган Мачко                     |
| Мисс Хартли, директор школы, в которой учится Барни                | Руби Уэкс                       |
| Бри, менеджер магазина Bubble                                      | Сара Миллер                     |
| Полицейский                                                        | Бентли Калу                     |
| Сита, коллега Эндрю                                                | Крупа Паттани                   |
| Байкер Шейн                                                        | Джон Макмиллан                  |
| Мистер Кливер                                                      | Дэвид Менкин                    |
| Элли                                                               | Яра Немировски                  |
| Би-бот, которого Эндрю пнул ногой                                  | Лиам Пейн                       |

Голоса второго плана: Флула Борг, Сара Смит, Джейдон Сэнд, Арнольд Армаса, Дэвид Бёрроуз, Дэнни Кермел, Тристан чен, Эдвард Кромптон, Алисия Дэвис, Челси Девантес, Одри Си, Арина Ли, Люк Джеймсон, Йозеф Керкур, Ава Мэй Лесли, Фил ЛаМарр, Эдриан Маганза, Иэн Макки, Макс Перкинс, Мэтт Помрой, Лия Ревиво, Андре Робинсон, Октавио Родригес, Джули Роджерс, Брук Синглтон, Урсула Таэриан, Адам Тедди, Жан-Филипп Вине, Конор Уилсон, Вивьен И, Джулиан Зейн.

## Производство

### Разработка
Основав студию Locksmith Animation, Сара Смит решила создать фильм, который отражал бы влияние интернета на взаимоотношения и самооценку детей. Она пришла к идее полнометражного фильма после просмотра картины «Она».
Затем возникли проблемы с поиском дистрибьютора для проекта. В мае 2016 года студия заключила сделку с компанией Paramount Pictures, согласно которой те будут выпускать фильмы Locksmith Animation под баннером Paramount Animation. Тем не менее, в следующем году Paramount расторгли контракт, когда место главы компании занял Джим Янопулос. В сентябре 2017 года Locksmith заключили многолетний производственный договор с 20th Century Fox, согласно которому проекты студии будут выпускаться под лейблом 20th Century Fox Animation каждые 12—18 месяцев.
12 октября 2017 года было объявлено, что проект будет носить название Ron’s Gone Wrong и станет первым анимационным полнометражным фильмом студии. Александро Карлони и Жан-Филлип Вине были назначены сорежиссёрами фильма, в то время как Питер Бейнхэм и сооснователь студии Сара Смит должны были написать сценарий. Компания DNEG была назначена партнёром по работе над анимацией проекта. В тот же день Бейнхэм и Элизабет Мёрдок были назначены исполнительными продюсерами.

### Анимация
На производство фильма оказала огромное влияние пандемия COVID-19, начавшаяся в 2020 году. Работа над анимацией велась дистанционно, в том числе 3D-моделирование и освещение. Монтажёры столкнулись с проблемой при синхронизации видео- и аудиоряда. Реплики персонажей также записывались удалённо, что требовало создания импровизированных студий звукозаписи в домашних условиях. Иногда актёру приходилось просить членов своей семьи отключать Wi-Fi на время работы, чтобы звук был более чистым.
В общей сложности, производство фильма заняло пять лет.

### Маркетинг
Тизер-трейлер фильма был выпущен 8 июня 2021 года на YouTube, полноценный трейлер вышел 9 сентября. Компания Tomy заключила с Disney и Locksmith Animation сделку по производству и продаже мягких игрушек и фигурок на основе фильма.

## Музыка
Неисправимый Рон (Оригинальный саундтрек) (англ. Ron’s Gone Wrong (Original Motion Picture Soundtrack)) — альбом с саундтреком к фильму, выпущенный в цифровом формате лейблами Hollywood Records и Walt Disney Records 15 октября 2021 года (первый случай, когда саундтрек к анимационному фильму от 20th Century Studios был выпущен двумя лейблами одновременно). В него вошли композиции, написанные Генри Джекманом, и оригинальная песня под названием «Sunshine», исполненная Лиамом Пейном. Релиз альбома на физических носителях состоялся 22 октября 2021 года.

### Список композиций
Вся музыка написана Генри Джекманом, если не указано иное.
| №                   | Название                                 | Исполнитель(и)             | Длительность |
| ------------------- | ---------------------------------------- | -------------------------- | ------------ |
| 1.                  | «The Future of Friendship / New Friends» | Генри Джекман и Дэйв Бэйли | 3:59         |
| 2.                  | «Mark's Dream»                           |                            | 1:19         |
| 3.                  | «Happy Late Birthday»                    |                            | 1:18         |
| 4.                  | «Middle School Ain't So Bad»             |                            | 1:28         |
| 5.                  | «Renegade Robot»                         |                            | 3:02         |
| 6.                  | «Welcome to the Bubble Store»            |                            | 3:09         |
| 7.                  | «Night Light»                            |                            | 2:37         |
| 8.                  | «How to Be My Friend»                    |                            | 1:57         |
| 9.                  | «The Co-Founder»                         |                            | 1:22         |
| 10.                 | «Bonding»                                |                            | 1:17         |
| 11.                 | «Misguided Mission»                      |                            | 0:54         |
| 12.                 | «Unlocked and Out of Control»            |                            | 1:47         |
| 13.                 | «Two-Way Street»                         |                            | 1:14         |
| 14.                 | «Unhinged»                               |                            | 1:26         |
| 15.                 | «Schoolyard Rave»                        |                            | 1:29         |
| 16.                 | «Best Friend Out of the Box»             |                            | 1:29         |
| 17.                 | «Bot Pursuit»                            |                            | 0:56         |
| 18.                 | «Freedom in the Forest»                  |                            | 2:26         |
| 19.                 | «Missing»                                |                            | 1:24         |
| 20.                 | «Lost in the Woods»                      |                            | 2:41         |
| 21.                 | «My Life for Yours»                      |                            | 2:22         |
| 22.                 | «Rallying Cry»                           |                            | 3:06         |
| 23.                 | «Headquarters Heist»                     |                            | 3:45         |
| 24.                 | «Behold the Cloud»                       |                            | 1:42         |
| 25.                 | «We'll Find Each Other»                  |                            | 4:51         |
| 26.                 | «Fully Uploaded»                         |                            | 1:15         |
| 27.                 | «A Vision Restored»                      |                            | 0:23         |
| 28.                 | «Hanging Out»                            |                            | 1:59         |
| 29.                 | «Middle School»                          |                            | 4:26         |
| 30.                 | «New Friends»                            | Джекман и Бэйли            | 1:41         |
| 31.                 | «Sunshine»                               | Лиам Пейн                  | 2:44         |
| 32.                 | «A Quirk in the System»                  |                            | 3:18         |
| Общая длительность: | Общая длительность:                      | Общая длительность:        | 68:46        |

## Выпуск

### Театральный релиз
В октябре 2017 года выход мультфильма был запланирован на 6 ноября 2020 года. В ноябре 2019 года премьера была отложена до 26 февраля 2021 года. В мае 2020 года из-за влияния пандемии COVID-19 релиз был перенесён на 23 апреля 2021 года. 22 января 2021 года было объявлено о переносе премьеры на 22 октября 2021 года. Мировая премьера состоялась 9 октября 2021 года на Лондонском кинофестивале. Цифровой релиз состоялся спустя 45 дней после выхода в кинотеатрах.
Мультфильм является единственным проектом Locksmith, выпущенным компанией 20th Century Studios, поскольку все их последующие работы будут распространяться компанией Warner Bros. Pictures под лейблом Warner Animation Group, согласно условиям многолетней сделки, заключённой в 2019 году.

### Домашние медиа
7 декабря 2021 года фильм стал доступен на DVD, Blu-Ray и 4K Ultra HD, а 15 декабря — на цифровых площадках. В издание на физических носителях вошли такие дополнительные материалы, как «Вопрос-Ответ» с Заком Галифианакисом и Джеком Диланом Грейзером под названием «Мальчик и его Би-бот», фичер «Исправляя Рона» о создании фильма и видеоклип на песню Лиама Пейна «Sunshine».
Лента также доступна к просмотру на сервисах HBO Max и Disney+ начиная с 15 декабря 2021 года, согласно условиям сделки между Disney и WarnerMedia, позволяющим трансляцию фильмов компании 20th Century Studios на обеих из этих платформ. Премьера фильма на американском телевидении состоялась 18 декабря на телеканале HBO.

## Восприятие

### Кассовые сборы
По состоянию на 17 апреля 2022 года, «Неисправимый Рон» собрал $ 23 млн в США и Канаде и $ 37.6 млн в других странах. В общей сложности, сборы составили $ 60.6 млн.
В США и Канаде «Неисправимый Рон» вышел в прокат в один день с фильмом «Дюна», и согласно прогнозам аналитиков должен был собрать $ 10 миллионов в свой дебютный уик-энд. В первый день мультфильм заработал $ 2.3 миллиона, считая $ 260.000, вырученных с предварительных показов в вечер четверга. Первые выходные лента завершила с результатом в $ 7.3 миллиона, что оказалось значительно ниже ожидаемого. Во второй уик-энд сборы упали на 48 % и составили $ 3.7 миллиона. Бреннан Кляйн из Screen Rant назвал фильм кассовым провалом, ссылаясь на низкие показатели сборов.

### Просмотры на интернет-платформах
Согласно рейтингу Нильсена, «Неисправимый Рон» занимал третье место по просмотрам на ведущих онлайн-платформах на неделе с 13 по 19 декабря 2021 года. Screen Rant сообщил, что в США фильм стал самым просматриваемым на сервисе Disney+ спустя два дня после выхода.

### Критика
«Неисправимый Рон» получил в основном положительные отзывы от критиков. На сайте-агрегаторе Rotten Tomatoes мультфильм имеет рейтинг 80 % на основе 99 рецензий со средней оценкой 6.6/10. Консенсус критиков гласит: «Это не первый фильм, который противостоит пресмыканию технологиям, но с точки зрения поразительного и занимательного баланса между комедией и драмой Неисправимый Рон делает всё правильно.» На сайте Metacritic фильм имеет рейтинг 62 балла из 100 на основе 17 рецензий, что соответствует статусу «в целом благоприятные отзывы». Портал CinemaScore дал ленте зрительский балл «A» по шкале от «A+» до «F».

### Награды и номинации
| Награда                        | Дата вручения | Категория                                                 | Номинанты и получатели                        | Результат |
| ------------------------------ | ------------- | --------------------------------------------------------- | --------------------------------------------- | --------- |
| Британская анимационная премия | 10 марта 2022 | Лучший полнометражный фильм                               | Сара Смит, Жан-Филипп Вине и Октавио Родригес | Победа    |
| Британская анимационная премия | 10 марта 2022 | Лучший дизайн                                             | Сара Смит, Жан-Филипп Вине и Октавио Родригес | Победа    |
| Британская анимационная премия | 10 марта 2022 | Лучший сценарий                                           | Сара Смит и Питер Бейнхэм                     | Номинация |
| Энни                           | 12 марта 2022 | Лучший дизайн персонажей — анимационный фильм             | Жульен Биза                                   | Победа    |
| Энни                           | 12 марта 2022 | Лучшая работа художника-постановщика — анимационный фильм | Орельен Предаль, Тилль Новак и Нейтан Кроули  | Номинация |